# Амос-4
«Амос-4» (англ. AMOS-4) — коммерческий геостационарный телекоммуникационный спутник, принадлежащий израильскому спутниковому оператору Spacecom (Space-Communication Ltd). Изготовлен концерном Israel Aerospace Industries (IAI) на базе платформы AMOS 4000; общая сумма контракта составила 365 млн долларов.
«Амос-4» предназначен для предоставления спутниковых услуг DTH, VSAT и широкополосного Интернета на территории Ближнего Востока, России и других регионов с ГСО в точке 65° в. д. По состоянию на 2013 год является самым дорогим и самым большим спутником, созданным IAI.
На борту космического аппарата установлено 8 транспондеров Ku-диапазона с полосами частот по 108 МГц, и 4 транспондера Ka-диапазона по 218 МГц с управляемыми лучами. Реализована возможность коммутации между сигналами Ka и Ku — любой канал восходящей связи к спутнику в луче диапазона Ka может быть переключён в любой канал нисходящей связи от спутника в любом из лучей диапазона Ku.
Запуск спутника «Амос-4» осуществлён российско-украинской компанией «Международные космические услуги» (Space International Services, Ltd) в рамках совместного проекта «Наземный старт» и был произведён 31 августа 2013 года в 20:05 UTC (1 сентября в 00:05 по московскому времени) ракетой-носителем «Зенит-3SLБ» с космодрома Байконур.. 1 сентября в 02:50 UTC в соответствии с циклограммой полёта космический аппарат отделился от разгонного блока «ДМ-SLБ».
До прибытия в постоянную орбитальную позицию 65° в. д. в течение нескольких недель со спутником будут проводиться тестовые работы в точке 67.25° в. д..